# Оравска Поруба
Оравска Поруба (словац. Oravská Poruba) — село в окрузі Дольни Кубін Жилінського краю Словаччини. Площа села 13,26 км². Станом на 31 грудня 2015 року в селі проживало 1045 жителів.

## Історія
Перші згадки про село датуються 1350 роком.

## Географія
Протікає Млинський потік.

## Населення
| Рік:            | 1994. | 2004.    | 2014.    | 2024.   |
| --------------- | ----- | -------- | -------- | ------- |
| Кількість осіб: | 809   | 907      | 1026     | 1083    |
| Різниця:        |       | +12,11 % | +13,12 % | +5,55 % |

| Рік:            | 2023. | 2024.   |
| --------------- | ----- | ------- |
| Кількість осіб: | 1085  | 1083    |
| Різниця:        |       | -0,18 % |